# The Evens
The Evens — инди-рок-группа из Вашингтона, образованная в 2001 году Иэном МакКеем (Fugazi, Minor Threat, Embrace) и его женой Эми Фариной (The Warmers). Группа выпустила три альбома под названием The Evens (2005), за которыми следуют Get Evens (2006) и The Odds (2012). Все его альбомы были выпущены Dischord Records, независимым звукозаписывающим лейблом, который МакКей соучредил вместе с Джеффом Нельсоном.

## История
Впервые на The Evens обратили внимание в конце 2003 года, когда они выпустили видеоклип на свою  детскую песню «Vowel Movement». Клип породил слухи о распаде Fugazi, добавив при этом предположений о новом музыкальном направлении Маккея. В песне были строки и весёлая музыка в духе «Улицы Сезам» и других образовательных программ для детей, а в клипе были показаны танцующие дети.
В июне и июле 2006 года МакКей и Фарина записали новую музыку, которую они написали ранее в том же году. 6 ноября 2006 года они выпустили свой второй альбом Get Evens, в котором было представлено новое звучание.
22 июня 2012 года на сайте Dischord объявили, что The Evens работают над новым альбомом. В сентябре 2012 года на сайт добавили информацию, что новый альбом под названием The Odds будет выпущен 20 ноября 2012 года. Он был поставлен на 45 из 50 место в списке лучших альбомов по версии Stereogum.

## Дискография
Студийные альбомы
- The Evens (2005)
- Get Evens (2006)
- 2 Songs (2011)
- The Odds (2012)[6]